# Konståret 1940

## Händelser

### Okänt datum
- Lena Börjeson startar Lena Börjesons skulpturskola i Stockholm.
- Göteborgs Konstnärsklubb startar kvartalstidskriften Paletten.
- Finlands konstakademi ombildas.
- Statens konstråd placerar ut sitt första beställningsverk.
- Föreningen Nutidskonst visar sina första utställningar i Norge och Sverige.

## Verk
- Jacob Epstein – Jacob och ängeln

## Utställningar
- 17 januari – La Exposición Internacional de Surrealismo, en IV internationell surrealistutställning, enligt André Breton,[1] efter Köpenhamn 1935, London 1936 och Paris 1938, öppnar på Inés Amors galleri i Mexico City, Galería de Arte Mexicano. Utställningen består av två avdelningar: en för internationella konstnärer, och en för mexikanska. Frida Kahlo, Diego Rivera och Remedios Varo deltar i den internationella avdelningen tillsammans med konstnärer som Leonora Carrington och Max Ernst. Den mexikanska avdelningen inkluderar åtta namn: Manuel Rodríguez Lozano, Agustín Lazo, Roberto Montenegro, Guillermo Meza, Antonio Ruiz, författaren Xavier Villaurrutia, José Moreno Villa och Carlos Mérida. Utställningen har organiserats av den peruanske poeten och målaren César Moro och den österrikiske bildkonstnären Wolfgang Paalen.[2]

## Födda
- 5 januari - Ola Billgren (död 2001), svensk konstnär.
- 24 januari - Vito Acconci, amerikansk performancekonstnär.
- 5 februari - Hans Ruedi Giger, schweizisk konstnär.
- 15 februari - Veronica Nygren (död 2006), svensk textilkonstnär.
- 20 februari - Ann-Madeleine Gelotte (död 2002), svensk illustratör och författare.
- 7 mars - Björn Selder (död 1999), svensk skulptör.
- 5 april - Torsten Erasmie, svensk konstnär.
- 7 april - Lena Lervik, svensk skulptör.
- 2 maj - Hariton Pushwagner, norsk popkonst-konstnär.
- 5 maj - Lasse Åberg, svensk grafisk designer, musiker, konstnär, skådespelare, filmregissör och manusförfattare.
- 20 maj - Owe Gustafson, svensk författare, konstnär och illustratör.
- 30 maj - Jan Lööf, konstnär, författare, serietecknare, jazzmusiker.
- 2 juli - Robert Broberg, svensk konstnär och musiker.
- 5 juli - Chuck Close, amerikansk konstnär.
- 21 juli - Leif Zetterling, svensk konstnär och satirtecknare.
- 23 juli - Lotta Hagerman, svensk konstnär och mönsterformgivare.
- 9 september - Bertil Mauritzon (död 2012), svensk konstnär.
- 26 september - Arno Rink (död 2017), tysk konstnär.
- 11 oktober - Lars Bjönni Andersson, svensk konstnär.
- 26 oktober - Krister Ekman, svensk konstnär.
- 13 november - Rudolf Schwarzkogler (död 1969), österrikisk konstnär.
- 22 november - Jarl Hammarberg, svensk poet, författare och bildkonstnär.
- okänt datum - Yoshio Nakajima, japansk bild- och performancekonstnär
- okänt datum - Karl-Erik Höglund, svensk konstnär (gtrafiker).
- okänt datum - Åsa Brandt, svensk glaskonstnär.
- okänt datum - Johnny Andersson, svensk bildkonstnär.
- okänt datum - Kurt Simons, svensk konstnär.

## Avlidna
- 24 april - Fanny Brate, svensk konstnär
- 8 maj - Alfred Ohlson (född 1868), svensk skulptör
- 21 juni - Édouard Vuillard (född 1868), fransk konstnär
- 29 juni - Paul Klee (född 1879), tysk-schweizisk målare, grafiker och konstteoretiker.
- 10 juli - Ignácz Caroly Beôrecz (född 1885), ungersk-svensk konstnär och musiker.
- 16 november - Albert Engström (född 1869), svensk konstnär, tecknare och författare.
- 29 december - Hanna Pauli, svensk konstnär